# Lesotho na Letnich Igrzyskach Olimpijskich 2024
Lesotho na Letnich Igrzyskach Olimpijskich 2024 – reprezentacja Lesotho na Letnich Igrzyskach Olimpijskich 2024, które zostaną rozegrane w dniach 26 lipca – 11 sierpnia 2024 roku w Paryżu. W jej skład weszło trzech zawodników - jeden mężczyzna i dwie kobiety, którzy wystąpili w dwóch dyscyplinach. Był to trzynasty występ tego kraju na letnich igrzyskach olimpijskich.

## Reprezentanci

### Lekkoatletyka
| Zawodnik                     | Konkurencja | Finał     | Finał   | Źródło |
| Zawodnik                     | Konkurencja | Rezultat  | Pozycja | Źródło |
| ---------------------------- | ----------- | --------- | ------- | ------ |
| Tebello Ramakongoana         | Maraton (m) | 2:07,58 · | 7.      | [ 1 ]  |
| Mokulubete Blandina Makatisi | Maraton (k) | 2:30,20   | 31.     | [ 2 ]  |

### Taekwondo
| Zawodnik     | Konkurencja | 1/8 finału       | Ćwierćfinał      | Półfinał         | Repesaż          | Finał / 3.miejsce | Finał / 3.miejsce | Źródło |
| Zawodnik     | Konkurencja | Przeciwnik Wynik | Przeciwnik Wynik | Przeciwnik Wynik | Przeciwnik Wynik | Przeciwnik Wynik  | Pozycja           | Źródło |
| ------------ | ----------- | ---------------- | ---------------- | ---------------- | ---------------- | ----------------- | ----------------- | ------ |
| Michelle Tau | -49 kg (k)  | Nematzadeh P 0-2 | NQ               | NQ               | NQ               | NQ                | 11.               | [ 3 ]  |